# 高美人
美人高氏（びじん こうし、? - 1112年）は、北宋の哲宗の妃嬪。

## 生涯
初め、御侍（皇帝の側女）となった。
崇寧元年（1102年）正月、徽宗により信安郡君に封ぜられた。大観2年（1108年）2月、才人に進んだ。
政和2年（1112年）10月、薨去し、美人を追贈された。

## 伝記資料
- 『宋会要輯稿』
- 『皇宋十朝綱要』